# Hồ phù sa

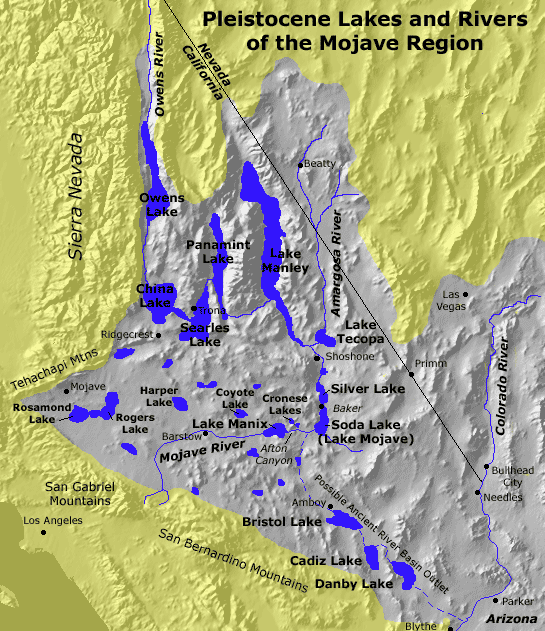
Các hồ và sông phù sa Pleistocene của sa mạc Mojave

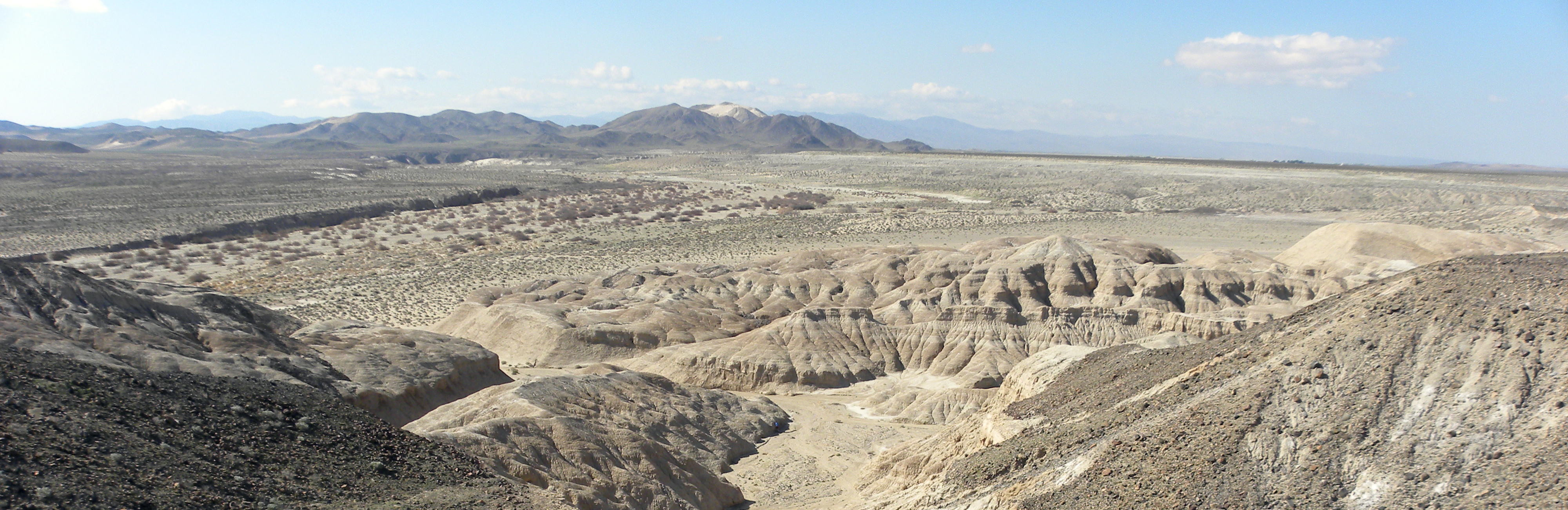
Trầm tích hồ phù sa Manix (Pleistocene) ở sa mạc Mojave gần Barstow, California.

Các hồ phù sa kỷ băng hà ở miền tây Hoa Kỳ

Hồ phù sa là một khối nước được tích tụ trong lưu vực do có độ ẩm lớn hơn do thay đổi nhiệt độ và/hoặc lượng mưa. Những khoảng thời gian có độ ẩm lớn hơn không phải lúc nào cũng đồng thời với các thời kỳ băng hà. Các hồ phù sa thường là những hồ khép kín chiếm các lòng chảo nội lục. Các hồ phù sa đã bốc hơi và khô cạn cũng có thể được gọi là paleolakes.

## Từ nguyên
Từ này xuất phát từ pluvia trong tiếng Latin, có nghĩa là "mưa".

## Địa chất
Các hồ phù sa đại diện cho những thay đổi trong chu trình thủy văn: chu kỳ ẩm ướt tạo ra các hồ lớn và chu kỳ khô làm cho nước trên các hồ rút đi. Trầm tích tích lũy cho thấy sự thay đổi mực nước. Trong thời kỳ băng hà, khi mực nước hồ khá cao, trầm tích bùn sẽ lắng xuống và lắng đọng. Vào những thời điểm ở giữa sông băng (liên vùng), các mỏ muối có thể xuất hiện do khí hậu khô cằn và sự bốc hơi của nước hồ.
Một số hồ phù sa được hình thành ở khu vực mà ngày nay là miền tây nam Hoa Kỳ trong thời kỳ băng hà của kỷ Pleistocene muộn. Một trong số đó là Hồ Bonneville ở miền tây Utah, trong đó bao gồm khoảng 19.000 dặm vuông Anh (49.000 km2). Khi hồ Boneville ở mức nước tối đa, nó cp1 độ cao 1.000 foot (300 m), cao hơn hồ Great Salt Lake.
Động vật thân mềm nước ngọt đã được tìm thấy trong các mỏ bùn của hồ Searles ở California và cho thấy nhiệt độ của nước mát đã hơn khoảng 7 độ F (hoặc 4 độ C) so với nhiệt độ hiện tại. Tuổi của các phóng xạ các-bon trong những bãi bùn trẻ nhất thể hiện chúng đã có từ 24.000 đến 12.000 năm trước.

## Sự hình thành
Khi không khí ấm áp từ các vùng khô cằn gặp không khí lạnh từ sông băng,  cùng với thời tiết nhiều mây, mát mẻ, mưa được tạo ra bên ngoài bến cuối của sông băng. Khí hậu ẩm ướt đó đã có mặt trong thời kỳ băng hà cuối cùng ở Bắc Mỹ và gây ra nhiều mưa hơn là bốc hơi. Lượng mưa tăng lên làm đầy lưu vực thoát nước và tạo thành hồ.
Trong các thời kỳ gian băng, khí hậu trở nên khô cằn một lần nữa và khiến các hồ nước bốc hơi và trở nên khô cạn.